# Château de Braconnac
Le château de Braconnac anciennement Braconac, est un ancien château-fort remanié, situé à Jonquières, dans le Tarn (France).
Siège d'une seigneurie depuis le XIIe siècle, il est mis à sac lors des guerres de Religion, avant de devenir la propriété de la famille de Foucaud.

## Historique

### Origine
Construit au XIIe siècle, le château de Braconnac est le siège d'une ancienne seigneurie établie à la même période. Ainsi, en 1176, Pierre de Braconnac est cité comme garant du remboursement de la dot d'Adélaïde Trencavel, fille de Raimond Ier Trencavel et épouse du vicomte de Lautrec, Sicard V.
Malgré sa position stratégique, l'édifice n'est apparemment pas touché par la croisade contre les Albigeois et la guerre de Cent Ans, malgré les ravages qu'elles causent toutes deux successivement dans la région.

### Du XVe au XVIIe siècle
En 1470, le château appartient à un certain Fortanier d'Aure, seigneur de Lamothe et gouverneur de la vicomté de Lautrec, pour le vicomte Jean de Foix-Lautrec. En remerciement pour ses services, ce dernier l'autorise à fortifier le château le 6 décembre 1470.

« Autreyam licensa de far fossats et hostal deffensable, ab fortalessa audit hostal necessaria, loqual hostau es et se apele Braconnac »

— Jean de Foix-Lautrec
La demeure reste dans la famille d'Aure puisqu'en 1513 Adhémar Daure est mentionné comme seigneur des lieux. Cette famille deviendra protestante. Et malgré les aménagements défensifs, la bâtisse est néanmoins gravement endommagée et même mise à sac au XVIe siècle, lors des guerres de Religion, après avoir été prise le 18 juin 1570 par le capitaine catholique Genlis,. Au cours de ce conflit, le fils d'Adhémar, nommé le sieur de Bénac, combat avec les protestants et devient gouverneur de Lautrec en 1568. En août 1590, l'entretien de la forteresse est assurée par les habitants de Castres, à la demande du gouverneur du Languedoc Henri Ier de Montmorency, afin de se protéger contre la Ligue catholique. Le 2 juillet 1620, Henri II de Montmorency confie à nouveau les lieux à la famille d'Aure.
Le château de Braconnac passe ensuite par alliance dans une branche cadette de la famille de Foucaud le 5 août 1635, à la suite du mariage de Jeanne d'Aure avec Guérin de Foucaud d'Alzon, sénéchal du comté royal de Castres pour Louis XIII,. Cette famille portait d'or au lion de gueules.

### Du XVIIIe à aujourd'hui

Blason des Foucaud

La bâtisse restera entre les mains de cette nouvelle famille jusqu'à bien après la Révolution française, le comte Eugène Honoré de Foucaud, mentionné en 1866 comme propriétaire du château, étant mort entre ses murs le 11 septembre 1887. Son fils, Octave vit aussi au château avec sa femme Marie-Jeanne de Secondat, issue de la famille de Montesquieu, qu'il a épousé le 18 avril 1866.
Entretemps, sûrement au cours du XVIIIe siècle, de larges remaniements seront effectués afin de rendre la demeure plus confortable. Ces modifications, qui amènent un style néoclassique au château, semblent inspirées des travaux de l'architecte Claude-Nicolas Ledoux.
À partir de 1942, le château de Braconnac est utilisé comme colonie de vacances, avant de devenir une maison d'accueil spécialisée pour différents handicaps en 1976. Depuis 2011, date de sa revente par l’APAJH à des italiens, c'est une résidence privée. Quant à l'organisation, elle répartit ses activités entre les locaux de Castres et le château des Ormes.

## Architecture
Le château de Braconac se compose d'un corps de logis, flanqué de deux ailes en retour. il possède quatre tours circulaires. Le logis, orienté au sud, est flanquée par deux de ces tours, les plus grosses, en ses extrémités. Celles-ci, sur quatre étages, présentent un toit en cône couvert d'ardoises, là où toutes les autres parties sont couvertes de simples tuiles. Les ouvertures sont intéressantes : de simple baies rectangulaires au rez-de-chaussée ; de même au premier étage, mais surmontées d'une corniche et avec un encadrement ; de belles fenêtres à entrelacs au second étage ; et des oculi au dernier. La façade principale, sur trois étages, comporte cinq travées. Celle au centre comprend au premier étage une porte fenêtre protégée par une balustrade sculptée.
Cette façade est prolongée au-deçà des tours d'extrémités, par des ailes en U, qui viennent en retour former une cour à l'arrière du château. Une discrète chapelle est accolée à l'Est. Les deux autres tours, plutôt des tourelles, elles-aussi couvertes d'ardoises, sont placées au Nord, une sur chaque aile. Le château est environné d'un grand parc de neuf hectares.